# 光電子
光電子（こうでんし、英: photoelectron）は、光電効果によって、光のエネルギーを吸収し、物質表面から外部に放出された自由電子と、固体の内部に留まるが励起されて伝導（光伝導）に寄与するようになった電子の総称である。また、光電子による電流を光電流と呼ぶ。

## 概要

### 外部光電効果による場合
物質（金属など）の表面に充分に振動数の大きな光が入射すると、そのエネルギーによって物質内の電子が外部に飛び出す（外部光電効果）。一般に光電子と言う場合、この現象によって外部に飛び出した電子を指す場合が多い。この光電子1個1個を捉えて増幅するのが高感度光センサの光電子増倍管である。また光電子の持つエネルギーは物質の表面状態や内部のバンド構造などを反映するため、光電子分光法などを用いた分析にも応用される。

### 内部光電効果による場合
半導体や絶縁体に充分に振動数の大きな光を照射すると、物質内部の電子が光子のエネルギーを吸収し、価電子帯などから固体内部の伝導帯に励起される（内部光電効果）。この伝導（光伝導）に寄与するようになった伝導電子もやはり光電子と呼ぶ。
光電子による物質の電気伝導度の変化を応用したものが光導電セルである。また光電子のエネルギーを外部に取り出したものが光起電力効果であり、フォトダイオードなどの半導体光センサや太陽電池などに応用される。